# 에리크 드플랑드르
에리크 드플랑드르(프랑스어: Éric Deflandre, 1973년 8월 2일, 리에주 주 로쿠르 ~)는 벨기에의 전직 축구 선수로, 현역 시절 포지션은 우측 수비수이다.

## 클럽 경력
드플랑드르는 로쿠르 출신이다. 그는 반드러 우니온에서 축구를 시작했지만, 1년 뒤 리에주 연고의 RFCL로 이적했다. 그 후, 그는 1995년에 헤르미날 에케런으로 이적했다.
1996년에는 클뤼프 브뤼허에 입단했다.
2000년, 드플랑드르는 프랑스의 리옹으로 이적해 3년 연속 프랑스 리그 우승을 거두었다.
2004년, 그는 스탕다르 리에주로 이적하며 벨기에 무대로 복귀했다.
2007-08 시즌, 그는 브뤼셀과 덴더르를 거쳤다. 2009년 6월 25일, 그는 리르서와 2년 계약을 맺고 이적했다. 2010년 8월 9일, 그는 RFCL로 복귀했고, 2년 더 활약하다가 은퇴했다.

## 국가대표팀 경력
드플랑드르는 네덜란드와의 1998년 월드컵 조별 리그 경기에서 벨기에 국가대표팀 첫 경기를 치렀다. 그는 대회 첫 경기에서 베르트랑 크라송과 22분 만에 교체되어 들어가 출전했고, 결과는 0-0 무승부였다.
그는 유로 2000와 2002년 월드컵에도 출전했다. 유로 2000에서 튀르키예전에 필리프 더 빌더 골키퍼가 퇴장당하자, 그는 더 빌더를 대신해 장갑을 꼈다.

## 수상
클뤼프 브뤼허
- 벨기에 1부 리그: 1997–98
- 벨기에 슈퍼컵: 1998

리옹
- 리그 1: 2001–02, 2002–03, 2003–04
- 트로페 데 샹피옹: 2003

벨기에
- 월드컵 페어플레이상: 2002[4]